# Декле, Эме-Олимпия
Эме-Олимпия Декле (фр. Aimée-Olympe Desclée; 16 ноября 1836, бывш. 11-й округ, Париж — 9 марта 1874, X округ Парижа, Париж) — французская театральная актриса

, получившая признание за свои роли во французских эмоциональных пьесах XIX века. C успехом выступала в Лондоне, Бельгии и в Российской империи. Считалась одной из лучших актрис своего времени и была романтически связана со многими известными артистами того времени.

## Биография
Эме Декле родилась 16 ноября 1836 года в городе Париже в семье преуспевающего адвоката, что позволило ей получить хорошее образование. Успешно окончив Парижскую консерваторию, она сначала не имела успеха на сцене и дошла до того, что стала появляться в роли пажа в театре, дававшем нечто в роде феерии; наконец совсем покинула театр и уехала в Москву в качестве содержанки одного богача.
Скоро, однако, она вернулась во французскую столицу с полной решимостью или попасть на большую сцену, или принять монашеский постриг.

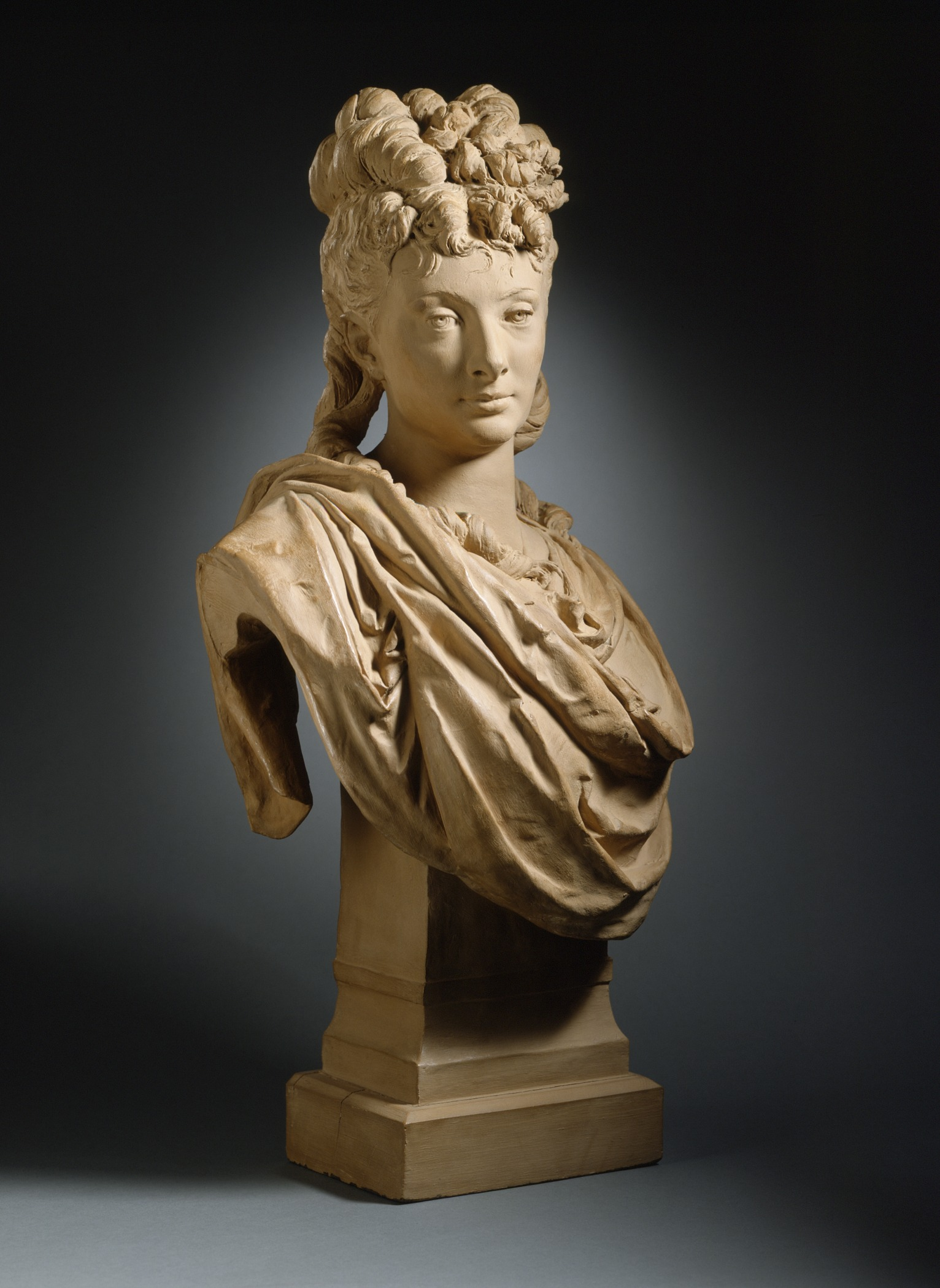
Бюст Эме-Олимпии Декле
(скульптор Каррье-Беллёз)

Примкнув к труппе, предпринявшей круговую поездку по Италии, Декле имела такой громадный успех, что директор главного брюссельского театра пригласил её на гастроли, во время которых был в Брюсселе Дюма-сын. Последний был так очарован артисткой (в «Diane de Lys», где сценическое исполнение Декле отличалось необыкновенной искренностью и простотой), что тотчас отправился на сцену и пригласил актрису поступить снова в парижский театр «Gymnase». Современники хвалили новый реализм, который она привнесла в образы страстных и своенравных женщин, которых, как правило, изображала.
Наибольший успех Декле имела там в комедии Галеви и Мельяка «Фру-фру» в роли Жильберты. Создав потом несколько других выдающихся ролей (в «Princesse George», «Femme de Claude» и др.), Декле 9 марта 1874 года скоропостижно скончалась в родном городе в полном расцвете таланта и на пике актёрской славы. Актрису похоронили на кладбище Пер-Лашез 11 марта 1874 года после отпевания в церкви Сен-Лоран в присутствии «значительной толпы», согласно «Le Temps», включавшей представителей всех (или почти всех) парижских театров. Дюма-сын произнёс речь, в конце которой вспомнил наиболее значительные роли из репертуара актрисы: «Диана, Фру-Фру, Лидия, Северина! Где ты! Ответа  нет. Закройте глаза, взгляните на неё последний раз очами вашей памяти — больше вы её никогда не увидите. Вслушайтесь  последний раз в далёкий звук этого загадочного голоса, который обволакивал и опьянял вас, словно музыка, словно благовонное 
курение, — больше он никогда не зазвучит для вас».